# Trial by Jury

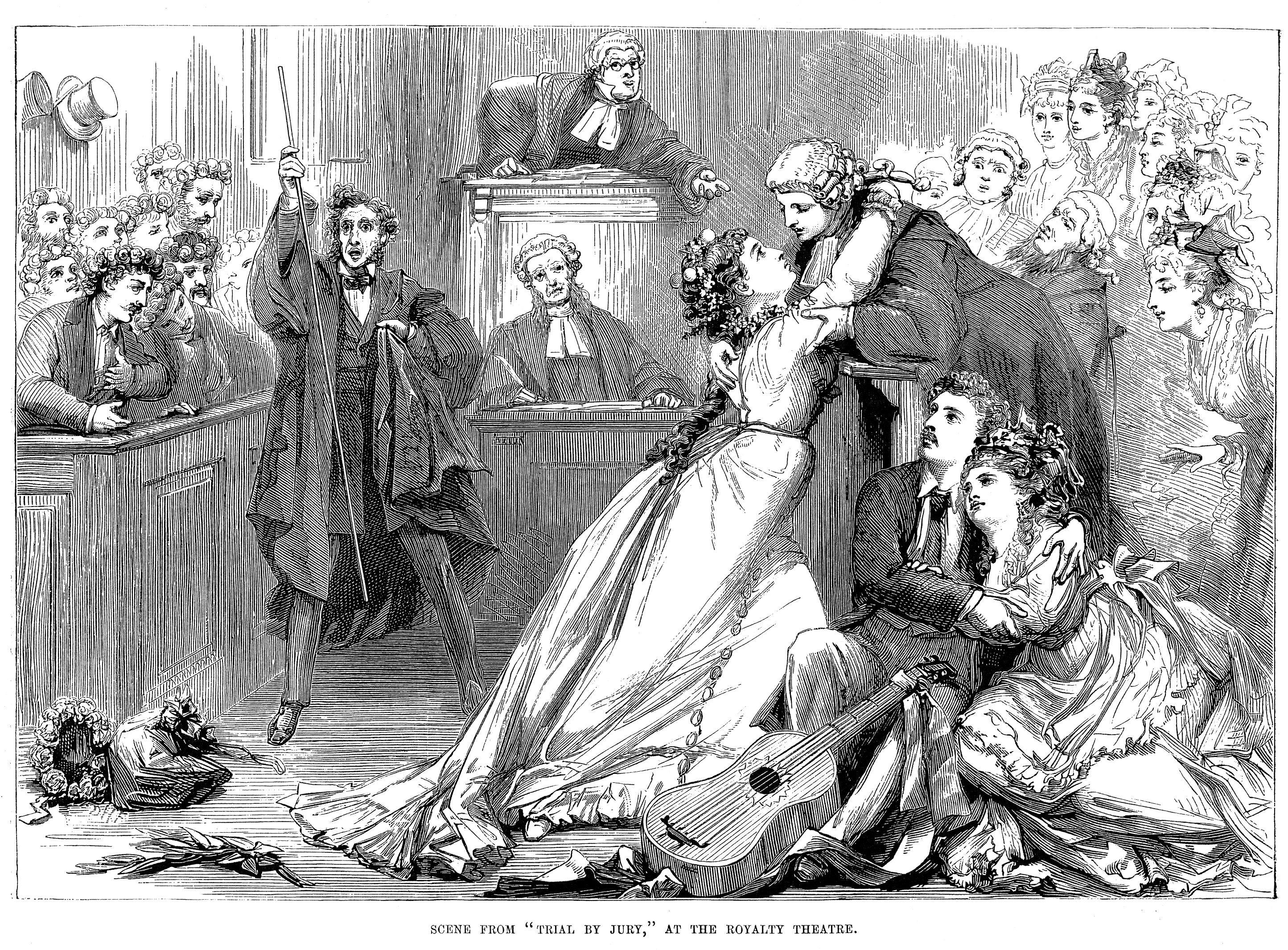
Una escena de Trial by Jury como se ilustró en la revista Illustrated Sporting and Dramatic News del 1 de mayo de 1875.

Trial by Jury (Juicio por jurado en lengua inglesa) es una ópera cómica de un acto, con música de Arthur Sullivan y libreto de W. S. Gilbert. Fue puesta en escena por primera vez el 25 de marzo de 1875 en el Royalty Theatre de Londres, donde inicialmente estuvo en cartel en 131 representaciones y fue considerada un éxito, donde recibió elogios críticos y dejó atrás a su popular pieza compañera, La Périchole de Jacques Offenbach. El argumento trata sobre un juicio de "rompimiento de promesa de matrimonio" en el cual el juez y sistema legal son los objetos de la sátira sin seriedad. Gilbert basó el libreto de Trial by Jury en una parodia de opereta que había escrito en 1868.